# Лейментаун (Вірджинія)
Лейментаун (англ. Laymantown) — переписна місцевість (CDP) в США, в окрузі Ботаторт штату Вірджинія. Населення — 1867 осіб (2020).

## Географія
Лейментаун розташований за координатами 37°21′42″ пн. ш. 79°51′36″ зх. д. / 37.36167° пн. ш. 79.86000° зх. д. (37.361652, -79.859887).  За даними Бюро перепису населення США в 2010 році переписна місцевість мала площу 7,65 км², з яких 7,62 км² — суходіл та 0,03 км² — водойми.

## Демографія
Згідно з переписом 2010 року, у переписній місцевості мешкало 1979 осіб у 749 домогосподарствах у складі 615 родин. Густота населення становила 259 осіб/км².  Було 787 помешкань (103/км²).
Расовий склад населення:
| - 96,4 % — білих - 1,5 % — чорних або афроамериканців - 0,7 % — азіатів - 0,2 % — корінних американців |

До двох чи більше рас належало 1,2 %. Частка іспаномовних становила 0,9 % від усіх жителів.
За віковим діапазоном населення розподілялося таким чином: 22,1 % — особи молодші 18 років, 59,6 % — особи у віці 18—64 років, 18,3 % — особи у віці 65 років та старші. Медіана віку мешканця становила 46,4 року. На 100 осіб жіночої статі у переписній місцевості припадало 98,9 чоловіків;  на 100 жінок у віці від 18 років та старших — 97,8 чоловіків також старших 18 років.
Середній дохід на одне домашнє господарство  становив 71 111 долар США (медіана — 56 745), а середній дохід на одну сім'ю — 78 691 долар (медіана — 61 632). За межею бідності перебувало 11,8 % осіб, у тому числі 15,9 % дітей у віці до 18 років та 7,7 % осіб у віці 65 років та старших.
Цивільне працевлаштоване населення становило 1099 осіб. Основні галузі зайнятості: освіта, охорона здоров'я та соціальна допомога — 22,4 %, мистецтво, розваги та відпочинок — 14,9 %, роздрібна торгівля — 10,6 %, науковці, спеціалісти, менеджери — 9,4 %.